# Tartuffe
Le Tartuffe ou l’Imposteur (česky 'Tartuffe, neboli Pokrytec'; svatoušek, či podvodník) je ostře satirická komedie napsaná francouzským dramatikem Molièrem, spjatá s politickou situací Francie v polovině 17. století. Hra kritizuje církev a byla dlouho zakázána.

## Postavy
- PANÍ PERNELLOVÁ, matka Orgona
- ORGON, manžel Elmíry
- ELMÍRA, druhá manželka Orgona
- DAMIS, Orgonův syn z prvního manželství
- MARIANA, Orgonova dcera z prvního manželství

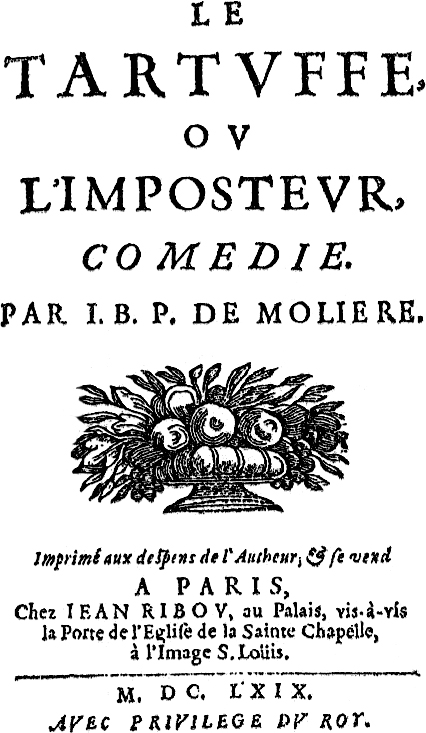
"Le Tartuffe, ou l'Imposteur"

- "Le Tartuffe, ou l'Imposteur"VALÉR, Marianin nápadník
- KLEANTES, Orgonův švagr
- TARTUFFE, svatoušek
- DORINA, Marianina komorná
- PAN LOYAL, soudní vykonavatel
- KRÁLOVSKÝ ZMOCNĚNEC
- FILIPKA, služka paní Pernellové

## Děj

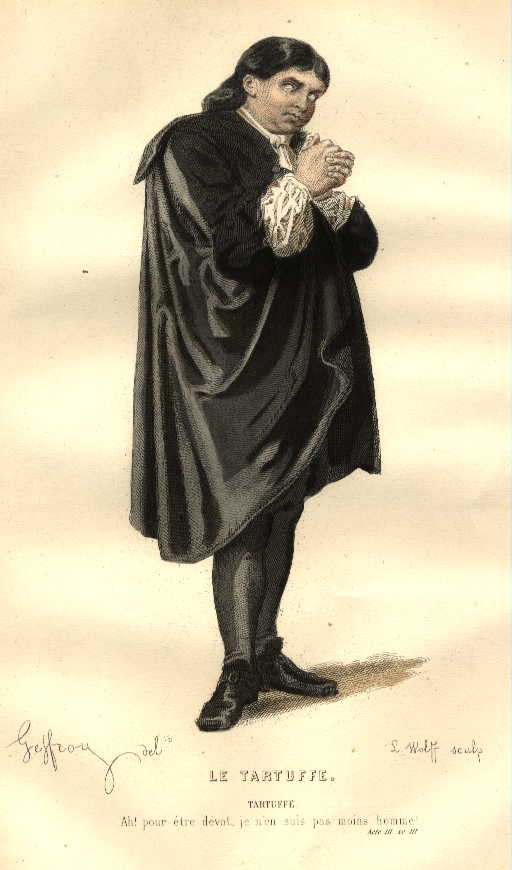
Postava 'Tartuffe'

Děj Tartuffa se odehrává v Orgonově domě v Paříži v druhé polovině 17. století. Pan Orgon v kostele pozná a velmi si oblíbí napohled zbožného žebráka Tartuffa, kterého vezme k sobě bydlet. Tartuffe si omotá Orgona kolem prstu svými naoko vzletnými řečmi o Bohu. Marně se celá rodina snaží Orgonovi vysvětlit, jaký je Tartuffe pokrytec a lhář. Orgon je slepý a hluchý. Spolu se svojí matkou paní Pernellovou fanaticky věří všemu, co jim Tartuffe napovídá. Vše vyvrcholí Orgonovým rozhodnutím provdat svoji jedinou dceru Marianu za Tartuffa. Je mu úplně jedno, že ji již přislíbil Valérovi, který ji miluje... V té době vstupuje do hry Elmíra, žena Orgonova a snaží se Tartuffovi rozmluvit vdavky s Marianou. Tartuffe jí však padne k nohám a nestoudně jí vyzná lásku. Elmíra se nenechá vyvést z míry a Tartuffovi se vysměje. Celou tuto scénu sleduje z úkrytu Damis, kterému již míra trpělivosti přeteče, a vtrhne na scénu. Křičí, že všechno poví otci a Tartuffa se konečně všichni zbaví. Elmíra se ho snaží trochu umírnit, jenže Damis se nedá. V tuto chvíli přichází na scénu Orgon, který když uslyší svého syna obviňovat chudáčka a pana svatého Tartuffa ničemu nevěří, a Damise vyhodí z domu. Aby si Tartuffa udobřil, přepíše na něj celý svůj dům. Elmíra by nebyla Elmírou, kdyby nevěděla, jak z toho ven. Přemluví Orgona, aby se schoval pod stůl a poslouchal. Nechá si zavolat Tartuffa, a když se dostaví, začne ho svádět. Tartuffe si chvíli hraje na dotčeného z předchozího odmítnutí, ale čím dál více se rozpaluje. Za chvíli již chce, ten náš pan svatý, po Elmíře důkaz lásky. To už je dost i na Orgona pod stolem. Vyletí, jako když ho píchne vosa, a Tartuffa vyhodí z domu. Jenomže zapomíná, že dům přepsal na Tartuffa, a že tedy by měl spíše Tartuffe vyhodit jeho. Navíc se ještě před časem Tartuffovi svěřil, že přechovává kazetu s listinami od svého, králem stíhaného, přítele. Tartuffe si pospíší ke králi žalovat. Ten však, protože je moudrý, pozná, co je Tartuffe zač, nechá ho zatknout a Orgonovi vrací dům.

## Česká vydání
- Tartufe [sic], Jaroslav Pospíšil, Praha 1866, přeložil Emanuel František Züngel. Vydání dostupné on-line. Elektronická verze dostupná ve Wikizdrojích.
- Tartuffe, Jan Otto, Praha 1904, přeložil Bohdan Kaminský (dostupné online), znovu 1922,
- Tartuffe, Česká akademie věd a umění, Praha 1928, přeložil Bohdan Kaminský,
- Tartuffe, Českomoravský kompas, Praha 1944, přeložil Svatopluk Kadlec,
- Tartuffe, Osvěta, Praha 1952, přeložil Svatopluk Kadlec,
- Hry II., SNKLHU, Praha 1954, přeložil Svatopluk Kadlec, svazek obsahuje hry Tartuffe, Don Juan, Misantrop a Amfitryon,
- Lakomec, Misantrop, Tartuffe, Mladá fronta, Praha 1966, přeložil J. Z. Novák a František Vrba,
- Tartuffe, ČDLJ, Praha 1954, přeložil Svatopluk Kadlec,
- Tartuffe, DILIA, Praha 1974, přeložila Eva Bezděková,
- Tartuffe, DILIA, Praha 1981, přeložil Antonín Přidal,
- Tartuffe, Mladá fronta, Praha 1985, přeložil František Vrba,
- Tartuffe, Artur, Praha 2006, přeložil Vladimír Mikeš,
- Tartuffe, Větrné mlýny, Brno 2006, přeložil Antonín Přidal,

## První divadelní inscenace
- Coquelinova společnostː pohostinské představení v Národním divadle v Praze 20.2.1892, originální text ve francouzštině; hlavní roleː Benoit Constant Coquelin[1]
- Národní divadlo Praha, premiéra 4.3.1904, překlad Bohdan Kaminský, hlavní role a režieː Josef Šmaha, pí Pernellováː Marie Ryšavá, Valér: Karel Hašler, Damisː František Matějovský,  Mariannaː Iza Grégrová, Cléante: Karel Želenský, Dorina: Marie Hübnerová, pan Loyalː Pan Loyal: Rudolf Kafka, královský vykonavatel: Florentin Steinsberg[2] (další nastudování v letech 1910, 1923, 1944, 1965, 1988)

## Rozhlasové adaptace
- 2006 Český rozhlas Praha, úprava: Štěpán Otčenášek a Hana Burešová, osoby a obsazení: Tartuffe, pokrytec (Jiří Lábus), Elmíra, druhá Orgonova žena (Taťjana Medvecká), Orgon, manžel Elmíry (Jiří Štěpnička), paní Pernellová, matka Orgonova (Jaroslava Obermaierová), Damis, Orgonův syn z prvního manželství (Ladislav Hampl), Mariana, Orgonova dcera z prvního manželství (Klára Sedláčková-Oltová), Valér, Marianin nápadník (Tomáš Petřík), Kleantes, Orgonův švagr (Miroslav Táborský), Dorina, Marianina komorná (Helena Dvořáková), pan Loyal, soudní vykonavatel (Oldřich Vlach). Překlad: Vladimír Mikeš, hudba: Vít Zouhar, režie: Hana Burešová[3].